# Левицький Володимир Софронович
Володи́мир Софро́нович Леви́цький  (16 серпня 1888, с. Кричка, нині Богородчанського району Івано-Франківської області — 14 лютого 1980, Нью-Йорк, США) — український політичний діяч української еміграції в США.

## Біографія
Народився у селі Кричка на Станиславівщині (тепер Богородчанського району Івано-Франківської області).
За освітою — юрист.
На початку Першої світової війни став членом Союзу визволення України. В 1915—1918 роках Володимир Левицький за дорученням Союзу вів організаційну та культурно-виховну роботу серед полонених українців у німецьких таборах.
У 1919—1920 — директор пресової служби посольства УНР у Берліні.
У 1924 емігрував у США, став провідним членом української політичної організації (соціалістичного напряму) «Оборона України» (згодом — секретар організації), редагував часопис «Організаційні Вісті» (1936—1941).
У 1933 — директор Українського павільйону на всесвітній виставці в Чикаго. В 1933—1942 — віце-президент Українського Братства, з 1941 — редактор газети «Громадський Голос» в Нью-Йорку.
З початку 1940-х років перейшов на радянофільські позиції.

## Твори
- Як живеть ся українському народови в Австрії [Архівовано 24 червня 2021 у Wayback Machine.]. — Відень : накладом Союзу Визволення України, 1915.

- Гітлер, Чехи і Карпатська Україна [Архівовано 24 червня 2021 у Wayback Machine.], Скрентон, 1939, друкарня Народна Воля